# Premi Oscar 1974
La 46ª edizione della cerimonia di premiazione dei Premi Oscar si è tenuta il 2 aprile 1974 a Los Angeles, al Dorothy Chandler Pavilion, condotta da John Huston, Diana Ross, Burt Reynolds e David Niven.
La cerimonia viene ricordata anche per il passaggio di uno streaker alle spalle di David Niven e per essere stata l'unica edizione a cui Katharine Hepburn prese parte presentando il Premio alla memoria Irving G. Thalberg.

## Vincitori e candidati
Vengono di seguito indicati in grassetto i vincitori. Ove ricorrente e disponibile, viene indicato il titolo in lingua italiana e quello in lingua originale tra parentesi.

### Miglior film
- La stangata (The Sting), regia di George Roy Hill
- American Graffiti, regia di George Lucas
- Sussurri e grida (Viskningar och rop), regia di Ingmar Bergman
- L'esorcista (The Exorcist), regia di William Friedkin
- Un tocco di classe (A Touch of Class), regia di Melvin Frank

### Miglior regia
- George Roy Hill - La stangata (The Sting)
- George Lucas - American Graffiti
- Ingmar Bergman - Sussurri e grida (Viskningar och rop)
- William Friedkin - L'esorcista (The Exorcist)
- Bernardo Bertolucci - Ultimo tango a Parigi

### Miglior attore protagonista
- Jack Lemmon - Salvate la tigre (Save the Tiger)
- Marlon Brando - Ultimo tango a Parigi
- Jack Nicholson - L'ultima corvé (The Last Detail)
- Al Pacino - Serpico
- Robert Redford - La stangata (The Sting)

### Miglior attrice protagonista
- Glenda Jackson - Un tocco di classe (A Touch of Class)
- Ellen Burstyn - L'esorcista (The Exorcist)
- Marsha Mason - Un grande amore da 50 dollari (Cinderella Liberty)
- Barbra Streisand - Come eravamo (The Way We Were)
- Joanne Woodward - Summer Wishes, Winter Dreams

### Miglior attore non protagonista
- John Houseman - Esami per la vita (The Paper Chase)
- Vincent Gardenia - Batte il tamburo lentamente (Bang the Drum Slowly)
- Jack Gilford - Salvate la tigre (Save the Tiger)
- Jason Miller - L'esorcista (The Exorcist)
- Randy Quaid - L'ultima corvé (The Last Detail)

### Miglior attrice non protagonista
- Tatum O'Neal - Paper Moon - Luna di carta (Paper Moon)
- Linda Blair - L'esorcista (The Exorcist)
- Candy Clark - American Graffiti
- Madeline Kahn - Paper Moon - Luna di carta (Paper Moon)
- Sylvia Sidney - Summer Wishes, Winter Dreams

### Miglior sceneggiatura non originale
- William Peter Blatty - L'esorcista (The Exorcist)
- Robert Towne- L'ultima corvé (The Last Detail)
- James Bridges - Esami per la vita (The Paper Chase)
- Alvin Sargent - Paper Moon - Luna di carta (Paper Moon)
- Waldo Salt e Norman Wexler - Serpico

### Miglior sceneggiatura originale
- David S. Ward - La stangata (The Sting)
- George Lucas, Gloria Katz e Willard Huyck - American Graffiti
- Ingmar Bergman - Sussurri e grida (Viskningar och rop)
- Steve Shagan - Salvate la tigre (Save the Tiger)
- Melvin Frank e Jack Rose - Un tocco di classe (A Touch of Class)

### Miglior film straniero
- Effetto notte (La nuit américaine), regia di François Truffaut (Francia)
- The House on Chelouche Street (Ha-Bayit Berechov Chelouche), regia di Moshé Mizrahi (Israele)
- L'invito (L'invitation), regia di Claude Goretta (Svizzera)
- Il pedone (Der fußgänger), regia di Maximilian Schell (Repubblica Federale Tedesca)
- Fiore di carne (Turks fruit), regia di Paul Verhoeven (Paesi Bassi)

### Miglior fotografia
- Sven Nykvist - Sussurri e grida (Viskningar och rop)
- Owen Roizman - L'esorcista (The Exorcist)
- Jack Couffer - Il gabbiano Jonathan (Jonathan Livingston Seagull)
- Robert Surtees - La stangata (The Sting)
- Harry Stradling Jr. - Come eravamo (The Way We Were)

### Miglior scenografia
- Henry Bumstead e James Payne - La stangata (The Sting)
- Bill Malley e Jerry Wunderlich - L'esorcista (The Exorcist)
- Philip Jefferies e Robert de Vestel - Tom Sawyer
- Lorenzo Mongiardino, Gianni Quaranta e Carmelo Patrono - Fratello sole, sorella luna
- Stephen Grimes e William Kiernan - Come eravamo (The Way We Were)

### Migliori costumi
- Edith Head - La stangata (The Sting)
- Marik Vos - Sussurri e grida (Viskningar och rop)
- Piero Tosi - Ludwig
- Donfeld - Tom Sawyer
- Dorothy Jeakins e Moss Mabry - Come eravamo (The Way We Were)

### Miglior montaggio
- William Reynolds - La stangata (The Sting)
- Ralph Kemplen - Il giorno dello Sciacallo (The Day of the Jackal)
- Verna Fields e Marcia Lucas - American Graffiti
- Frank P. Keller e James Galloway - Il gabbiano Jonathan (Jonathan Livingston Seagull)
- Jordan Leondopoulos, Bud Smith, Evan Lottman e Norman Gay - L'esorcista (The Exorcist)

### Miglior sonoro
- Robert Knudson e Chris Newman - L'esorcista (The Exorcist)
- Richard Portman e Lawrence O. Jost - Il giorno del delfino (The Day of the Dolphin)
- Donald O. Mitchell e Lawrence O. Jost - Esami per la vita (The Paper Chase)
- Richard Portman e Les Fresholtz - Paper Moon - Luna di carta (Paper Moon)
- Ronald K. Pierce e Robert Bertrand - La stangata (The Sting)

### Migliore colonna sonora
- Adattamento con canzoni originali
  - Marvin Hamlisch - La stangata (The Sting)
  - André Previn, Herbert Spencer e Andrew Lloyd Webber - Jesus Christ Superstar
  - Richard M. Sherman, Robert B. Sherman e John Williams - Tom Sawyer

- Originale drammatica
  - Marvin Hamlisch - Come eravamo (The Way We Were)
  - John Williams - Un grande amore da 50 dollari (Cinderella Liberty)
  - Georges Delerue - Il giorno del delfino (The Day of the Dolphin)
  - Jerry Goldsmith - Papillon
  - John Cameron - Un tocco di classe (A Touch of Class)

### Miglior canzone
- The Way We Were, musica di Marvin Hamlisch, testo di Alan Bergman e Marilyn Bergman - Come eravamo (The Way We Were)
- All That Love Went to Waste, musica di George Barrie, testo di Sammy Cahn - Un tocco di classe (A Touch of Class)
- Live and Let Die, musica e testo di Paul McCartney e Linda McCartney - Agente 007 - Vivi e lascia morire (Live and Let Die)
- Love, musica di George Bruns, testo di Floyd Huddleston - Robin Hood
- Nice to Be Around, musica di John Williams, testo di Paul Williams - Un grande amore da 50 dollari (Cinderella Liberty)

### Miglior documentario
- The Great American Cowboy, regia di Kieth Merrill
- Always a New Beginning, regia di John D. Goodell
- Battle of Berlin (Schlacht um Berlin), regia di Franz Baake
- Journey to the Outer Limits, regia di Alexander Grasshoff
- Walls of Fire, regia di Herbert Kline e Edmund Penney

### Miglior cortometraggio
- The Bolero, regia di William Fertik
- Clockmaker, regia di Richard Gayer
- Life Times Nine, regia di Pen Densham e John Watson

### Miglior cortometraggio documentario
- Princeton: A Search for Answers, regia di Julian Krainin e DeWitt L. Sage Jr.
- Background, regia di Carmen D'Avino
- Children at Work (Paisti Ag Obair), regia di Louis Marcus
- Christo's Valley Curtain, regia di Ellen Giffard e Albert Maysles
- Four Stones for Kanemitsu, regia di Terry Sanders

### Miglior cortometraggio d'animazione
- Frank Film, regia di Caroline Mouris e Frank Mouris
- The Legend of John Henry, regia di Sam Weiss
- Pulcinella, regia di Emanuele Luzzati

## Premi speciali

### Oscar onorario
- A Henri Langlois per la sua devozione all'arte del cinema, i massicci contributi alla conservazione del suo passato e la costante fede nel futuro.
- A Groucho Marx in riconoscimento della sua brillante creatività e per gli impari risultati ottenuti dai Fratelli Marx nell'arte della commedia cinematografica.

### Premio umanitario Jean Hersholt
- Lew Wasserman

### Premio alla memoria Irving G. Thalberg
- Lawrence Weingarten